# Косталта (Белуно)
Косталта (итал. Costalta) је насеље у Италији у округу Белуно, региону Венето.
Према процени из 2011. у насељу је живело 468 становника. Насеље се налази на надморској висини од 1297 м.